# الذهب الأسود (فلم)
الذهب الأسود هو فيلم درامي نيجيري صدرَ عام 2011 من إنتاج وإخراج جيتا أماتا. يتناولُ الفيلم قصّة كفاحِ أحد المجتمعات المحليّة في دلتا النيجر ضد الحكومة ومؤسسة نفط متعددة الجنسيات قامت بنهبِ أراضيهم وتدمير البيئة. أعيد إصدار الفيلم عام 2012 بعنوان نوفمبر الأسود (بالإنجليزية: Black November) مع إعادةِ تصوير 60% من المشاهد ومشاهد إضافية لجعل الفيلمِ أكثر حداثة.

## القصّة
يسردُ الفيلم قصّة عددٍ من الأشخاص الذين عاشوا في قرية وشهدوا على تلويث أراضيهم وأنهارهم ملوثة بالنفط من قِبل شركة متعددة الجنسيّات مع تورّط حكومتهم في هذا الأمر.

## طاقم التمثيل
| - بيلي زين - توم سيزمور في دور المحقق براندانو - حكيم كاي-كاظم في دور ديد - فيفيكا ا. فوكس في دور جاكي - إريك روبرتس | - سارة وين كوليز في دور كيت سامرز - مايكل مادسن - ميكي رورك في دور كريج هدسون - مبونغ أماتا في دور إيبيري - شانا مالكولم في دور المُحتجّ |